# Sofia Coppola
Sofia Carmina Coppola (n. 14 mai 1971, New York City, New York, SUA) este actriță, regizoare, scenaristă și producătoare americană.

## Începuturi
Sopfia Coppola s-a născut la New York, fiind fiica marelui regizor Francis Ford Coppola și al artistei Eleonor Coppola. Este sora mai mică a lui Roman Coppola și al lui Gian-Carlo Coppola. Sofia este verișoara actorilor Jason Schwartzman și Nicolas Cage.
În ceea ce privește cariera, aceasta a început încă de când Sofia era doar un bebeluș în scena botezului din Nașul: Partea I. A început să interpreteze roluri cu adevărat în filmele tatălui său The Outsiders, Frankenweenie, Peggy Sue Got Married, însă cel mai cunoscut rămâne rolul Mary Corleone din Nașul: Partea a III-a.
După anii 1990, Sofia Coppola și-a făcut apariția în câteva videoclipuri: "Sometimes Salvation" (The Black Crowes), "Deeper and Deeper" (Madonna) și  "Elektrobank" (Chemical Brothers), al căror regizor a fost viitorul său soț Spike Jonze.

## Regia
Sofia Coppola a debutat în regie cu filmele Lick the Star (1998) și The Virgin Suicides (1999). 
Mai târziu a regizat filmul de succes Lost in Translation (Rătăciți printre Cuvinte, 2003) pentru care a câștigat premiul Oscar și Globul de Aur. 
Sofia este cea de a treia regizoare din istoria cinematografiei nominalizată la Oscar pentru regie.

## Premii
Sofia Coppola a fost nominalizată în 2003 pentru  Rătăciți printre cuvinte la 3 premii Oscar: cel mai bun regizor, cel mai bun film, cel mai bun scenariu. Coppola a câștigat Globul de Aur și a fost nominalizată la Premiile BAFTA.
În anul 2010, filmul său Undeva a cucerit marele premiu Leul de Aur în cadrul Ediției a 67-a a Festivalului de film din Veneția.

## Filmografie

### Actriță
| Anul | Film                                                 | Rol                   | Regizor              |
| ---- | ---------------------------------------------------- | --------------------- | -------------------- |
| 1972 | Nașul                                                | Michael Francis Rizzi | Francis Ford Coppola |
| 1974 | Nașul: Partea a II-a                                 | Copil                 | Francis Ford Coppola |
| 1983 | The Outsiders                                        | Fetița                | Francis Ford Coppola |
| 1983 | Rumble Fish                                          | Donna                 | Francis Ford Coppola |
| 1984 | Frankenweenie                                        | Anne Chambers         | Tim Burton           |
| 1984 | The Cotton Club                                      | Copil în stradă       | Francis Ford Coppola |
| 1986 | Peggy Sue Got Married                                | Nancy Kelcher         | Francis Ford Coppola |
| 1987 | Anna                                                 | Noodle                | Yurek Bogayevicz     |
| 1988 | Tucker: The Man and His Dream                        | -                     | Francis Ford Coppola |
| 1990 | Nașul: Partea a III-a                                | Mary Corleone         | Francis Ford Coppola |
| 1992 | Inside Monkey Zetterland                             | Cindy                 | Jefery Levy          |
| 1999 | Războiul stelelor - Episodul I: Amenințarea fantomei | Saché                 | George Lucas         |
| 2001 | CQ                                                   | Enzo's Mistress       | Roman Coppola        |

### Regizoare

#### Filme
- The Virgin Suicides (1999)
- Rătăciți printre cuvinte (2003)
- Maria Antoaneta (film) (2006)
- Somewhere (2010)
- The Bling Ring (2013)
- A Very Murray Christmas (2015)

#### Scurt-metraj
- Lick the Star (1998)

#### Videoclipuri
- "Shine"  Walt Mink (1993)
- "This Here Giraffe" The Flaming Lips (1996)
- "Playground Love"  Air (2000)
- "City Girl"  Kevin Shields (2003)
- "I Just Don't Know What to Do with Myself"  The White Stripes (2003)